# Штрассер, Стефан (дирижёр)
Стефан Штрассер (нем. Stefan Strasser, венг. Strasser István; 24 апреля 1888, Пилиш — 1943?) — венгерский дирижёр и композитор.
Учился в Королевской венгерской академии музыки у Ганса Кёсслера, Арпада Сенди и Виктора Херцфельда. Совершенствовался как композитор в Париже под руководством Венсана д’Энди.
В 1912 г. работал хормейстером в Пражской опере (под руководством главного дирижёра Александра Цемлинского). Затем некоторое время был дирижёром оперной труппы Анджело Ноймана. В 1916 году с оркестром Будапештской оперы исполнил премьеру «Двух портретов» Белы Бартока (солировал скрипач Эмиль Баре). В 1919—1921 гг. дирижёр Шведской королевской капеллы (в составе Королевской оперы в Стокгольме).
Придерживался левых взглядов. В 1927 году в Вене дирижировал праздничным концертом к 10-летию Октябрьской революции в цикле «Симфонические концерты для рабочих» (в концерте участвовали также Барток и Антон Веберн, прозвучала, среди прочего, Пятая симфония П. И. Чайковского). Зарекомендовал себя как специалист по новейшему репертуару (Дебюсси, Стравинский, Шёнберг, Хиндемит, Барток).
Наряду с Австрией много работал в СССР. В 1928 году дирижировал Третьей симфонией Николая Мясковского по приглашению Ассоциации современной музыки (концерт состоялся в театре Всеволода Мейерхольда по приглашению последнего). В 1930—1932 гг. работал в Баку, где у него учился Орест Евлахов; под руководством Штрассера начала изучать дирижирование Вероника Дударова.
В 1937 году вернулся в Венгрию. Преподавал частным образом (среди его учеников, в частности, Андраш Михай). Во время Второй мировой войны был мобилизован на трудовые работы, а затем отправлен на Восточный фронт, где, по всей видимости, и погиб.